# Dom na Przeklętym Wzgórzu (film 1999)
Dom na Przeklętym Wzgórzu (ang. House On Haunted Hill) – film fabularny (horror) z 1999 roku, będący remakiem filmu Williama Castle’a z 1959 roku, o tym samym tytule.
W polskiej telewizji projekt emitowano także pod tytułem Nawiedzony dom. W 2007 roku powstał sequel filmu: Powrót do domu na Przeklętym Wzgórzu – wypuszczony bezpośrednio na rynek DVD/VHS.

## Zarys fabuły
Znany miliarder Stephen H. Price postanawia zrobić urodzinową niespodziankę swojej rozpieszczonej żonie. Wpada na oryginalny pomysł zorganizowania przyjęcia w opuszczonym domu, który ma opinię ,,nawiedzonego” miejsca. Jako atrakcję wieczoru gospodarz przyjęcia zaplanował konkurs- kto zdoła przetrwać do rana, otrzyma wysoką nagrodę. Oczywiście wcześniej zamontował tam parę urządzeń, mających ,,uprzykrzyć” gościom pobyt, co jednak okazuje się niepotrzebnym wydatkiem, nawiedzony budynek ma własne plany wobec imprezowiczów. Nagromadzone w nim wspomnienia nieszczęść i cierpień przybierają nagle cielesną i przerażającą postać. 

## Obsada
- Geoffrey Rush - Steven H. Price
- Famke Janssen - Evelyn Stockard-Price
- Taye Diggs - Eddie Baker
- Peter Gallagher - Donald W. Blackburn, M.D.
- Chris Kattan - Watson Pritchett
- Ali Larter - Sara Wolfe
- Bridgette Wilson - Melissa Margaret Marr
- Max Perlich - Carl Schecter
- Jeffrey Combs - dr Richard Benjamin Vannacutt
- Lisa Loeb - reporter Channel 3
- James Marsters - kamerzysta Channel 3